# Golden Hits

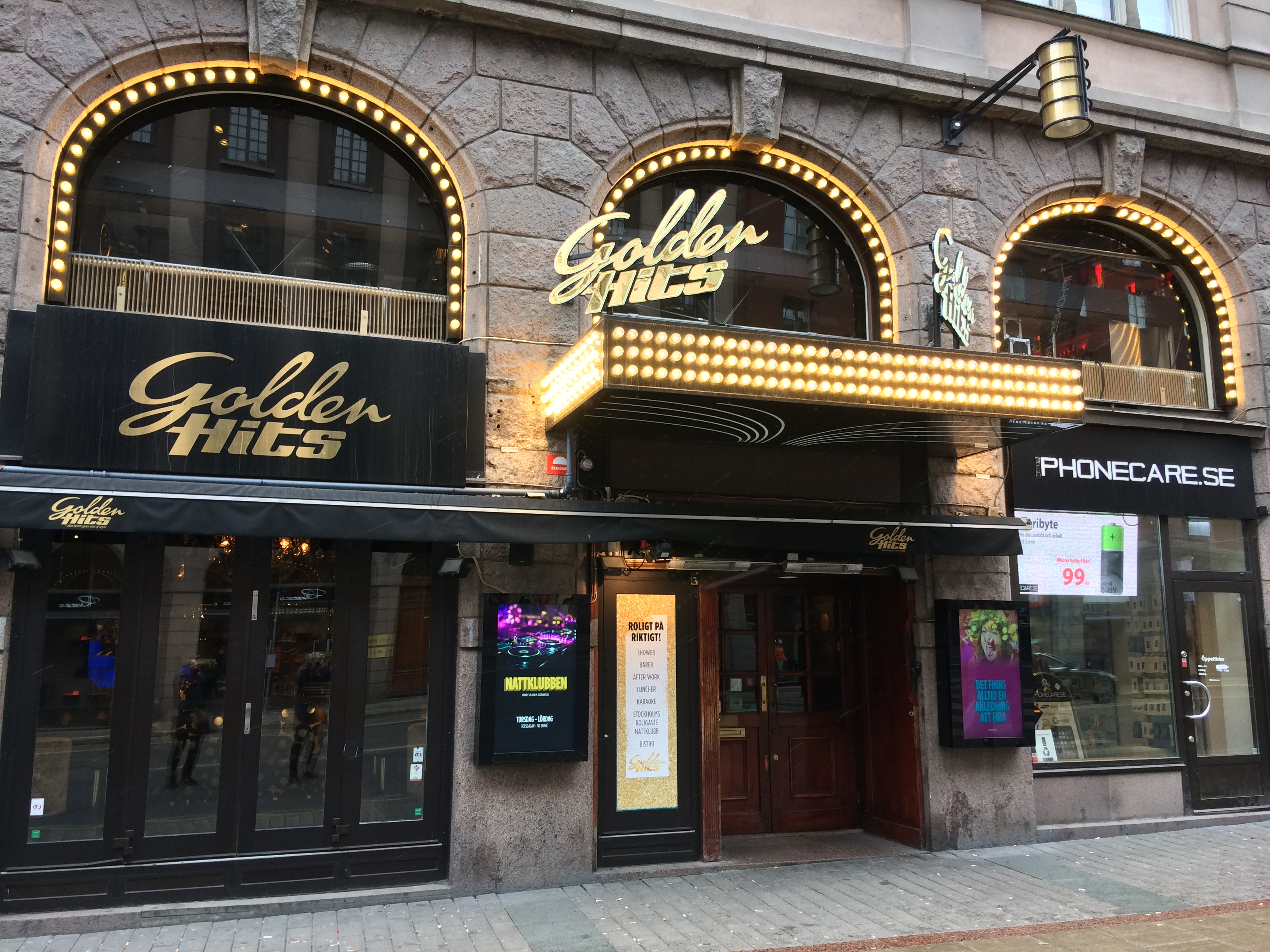
Golden Hits.

Golden Hits är en restaurang och nattklubb med shower som ligger på Kungsgatan 29 i Stockholm. Showkonceptet på Golden Hits liknar det koncept Hasse Wallman lade grunden till på Wallmans salonger, så kallad Dinnershow, redan 1991. 2015 renoverades Golden Hits och man presenterade ett nytt matkoncept kallat FunDining. På Golden Hits återfinns även en nattklubb med tre dansgolv på tre olika plan, karaoke samt rockbaren Backstage.